# Isidorea acunae
Isidorea acunae är en måreväxtart som först beskrevs av Attila L. Borhidi, och fick sitt nu gällande namn av Attila L. Borhidi. Isidorea acunae ingår i släktet Isidorea och familjen måreväxter. Inga underarter finns listade i Catalogue of Life.